# Franks
Franks is een Amerikaans historisch merk van motorfietsen.
Kelvin Franks was een fanatiek trial-liefhebber en eigenaar van een kleine werkplaats.
In 1986 begon hij met de productie van de Franks OZ 3.5 trialmotor, met een membraangestuurde 350cc-Rotax-motor, een 28 mm Dell'Orto-carburateur en een zesversnellingsbak. Beide wielen werden door schijfremmen beremd, maar de achterste schijfrem was op het uitgaande tandwiel van de versnellingsbak gemonteerd, om het onafgeveerde gewicht zo laag mogelijk te houden. Achter zat een monocross-systeem met een centraal geplaatste veer/dempereenheid. De tank zat onder het zadel. Dankzij een frame van een chroom-vanadium-legering en een aluminium voorvork woog de machine slechts 86,6 kg.
Later bouwde Franks ook wegracers, waaronder een 600cc-SOS-racer met Honda-motor en 250cc-machines met Rotax-blokken.